# Provincia de Campobasso
Campobasso (en italiano Provincia di Campobasso) es una provincia de la región de Molise, en Italia. Su capital es la ciudad de Campobasso.
Tiene un área de 2909 km², y una población total de 230.692 hab. (2001). Hay 84 municipios en la provincia (fuente: ISTAT, véase este enlace).